# Luciano Pavarotti
Luciano Pavarotti (Modena, 12 ottobre 1935 – Modena, 6 settembre 2007) è stato un tenore italiano.
Dotato di una voce squillante negli acuti e ricca nel mezzo, con un fraseggio chiaro e un timbro limpido, è annoverato tra i maggiori tenori di tutti i tempi, nonché tra i massimi esponenti della musica lirica. Con  Enrico Caruso, Giacomo Lauri-Volpi, Franco Corelli, Mario Del Monaco, Giuseppe Di Stefano, Beniamino Gigli, Tito Schipa e Andrea Bocelli rimane uno dei tenori italiani di notorietà mondiale. Con il Pavarotti & Friends e le sue numerose collaborazioni – fra le quali è da ricordare in particolare la costituzione del gruppo dei Tre Tenori con i colleghi spagnoli Plácido Domingo e José Carreras –, ha consolidato una popolarità che gli ha dato fama anche al di fuori dell'ambito musicale. Con oltre 100 milioni di copie vendute nel mondo, si stima sia, anche per vendite, fra i primissimi cantanti di ogni genere musicale, nonché fra i cantanti italiani di maggior successo a livello internazionale.
Noto con l'appellativo di «Maestro», nel corso della sua carriera, durata oltre mezzo secolo, ha vinto sei Grammy Awards, di cui un Grammy Legend Awards, attribuitogli nel 1998. Inoltre, in virtù dei suoi contributi nel mondo della musica, ha ricevuto il Kennedy Center Honors nel 2001 e gli sono state conferite le più alte onorificenze della Repubblica Italiana.

## Carriera

Matrimonio con Adua Veroni (1961)

Figlio di Fernando Pavarotti (1912-2002) e di Adele Venturi (1915-2002), dal cui matrimonio nacque anche sua sorella minore, la pallavolista Gabriella. Il padre era un fornaio nell'Arma dei Carabinieri che si dilettava a cantare a livello amatoriale in una piccola associazione di coristi non professionisti, la «Corale Gioachino Rossini» di Modena, e trasmise al figlio la passione per la musica operistica.
Il giovane Pavarotti decise di non intraprendere subito una carriera musicale vera e propria, evitando così il conservatorio. Per un lungo periodo invece dedicò i suoi studi all'insegnamento, per diventare un docente di educazione fisica ed insegnare in seguito alle scuole elementari per due anni, dopo essersi iscritto all'Istituto magistrale di Modena (la stessa scuola frequentata anche da Francesco Guccini) ed iscriversi, una volta diplomato, all'ISEF di Bologna. Pur proseguendo la sua attività di insegnante, non abbandonò gli studi di canto con il tenore Arrigo Pola (di cui manterrà canoni e principi nella sua futura carriera) e alla partenza di lui per il Giappone, tre anni dopo, proseguì la sua preparazione con il maestro Ettore Campogalliani, con il quale perfezionò la tecnica del fraseggio e della concentrazione.

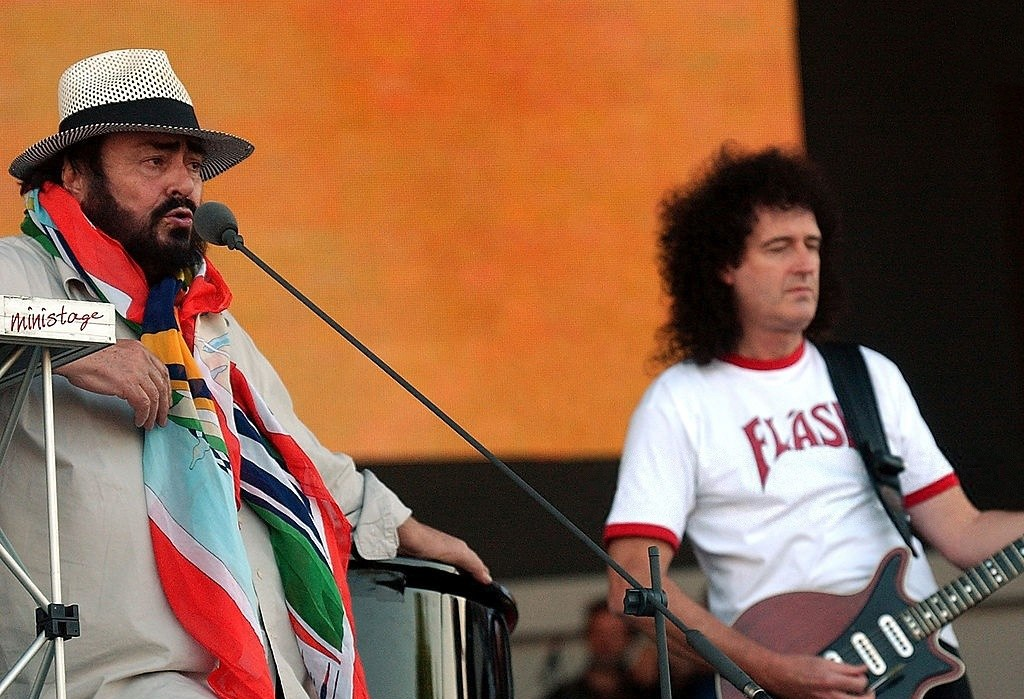
Luciano Pavarotti con Brian May dei Queen a Modena nel 2003

Per sua stessa ammissione, Pola e Campogalliani sono rimasti per sempre i suoi unici e onorati maestri. Negli anni successivi, entrato a pieno regime nel mondo della lirica e sempre continuando i suoi studi canori, il giovane tenore ottenne un primo successo musicale, nel 1955, in una delle sue esibizioni con il padre e la Corale Rossini in Galles, nel corso del Festival di Llangollen dove la corale si aggiudicò il primo premio. Tornerà poi a Llangollen nel 1995, a quarant'anni di distanza dall'ultima volta, esibendosi in un concerto contenente le più famose arie.

### L'affermazione
Nel 1961 ottenne il primo riconoscimento personale, nel Concorso Internazionale Achille Peri, che si svolgeva a Reggio Emilia, organizzato da Luigi "Gigetto" Reverberi, talent scout di giovani cantanti lirici, già scopritore di nomi quali Tebaldi e Cossotto.
La vittoria di questo concorso consentì al giovane Pavarotti di esibirsi davanti al grande pubblico, come il 29 aprile 1961, quando ottenne la sua consacrazione artistica salendo sul palcoscenico del Teatro Municipale di Reggio Emilia per interpretare il ruolo di Rodolfo ne La bohème di Puccini, diretta da Francesco Molinari Pradelli.
Per ammissione dello stesso Pavarotti il ruolo di Rodolfo nel lavoro pucciniano La bohème è rimasto quello più rappresentativo del suo repertorio, tanto che Rodolfo sarebbe divenuto nel corso della sua carriera una sorta di suo alter ego sul palco.
La messa in scena de La bohème fu riproposta in diverse città d'Italia ed ebbe addirittura alcune richieste all'estero; Pavarotti interpretava inoltre il ruolo del Duca di Mantova nel Rigoletto, a Carpi, a Brescia ed al Teatro Massimo di Palermo, dove, sotto la direzione del maestro Tullio Serafin, ottenne un buon successo e consacrò la sua figura di tenore in tutta Italia.
Sempre nel 1961 è Alfredo Germont ne La traviata nella tournée a Belgrado del Teatro La Fenice di Venezia.

### I loggioni stranieri

Pavarotti a fine anni sessanta

Consolidata ormai la sua fama in patria, il passo successivo fu l'avvicinamento all'estero; nonostante qualche richiesta nei primi anni sessanta, il tenore fuori d'Italia era ancora poco conosciuto e difficilmente riceveva menzioni da critici.
La svolta arrivò di nuovo con La bohème, che anche dopo l'interpretazione di Rodolfo al teatro Wiener Staatsoper nel febbraio 1963, gli permise di mostrarsi al pubblico inglese.
Pavarotti ebbe molte richieste per delle repliche dell'opera pucciniana alla Royal Opera House di Covent Garden, a Londra, prima dell'arrivo di Giuseppe Di Stefano, ma a causa di un'improvvisa malattia del tenore siciliano fu costretto a sostituirlo (era il 1963) nella parte di Rodolfo. Lo rimpiazzò in teatro e anche al Sunday Night at the Palladium, un noto spettacolo televisivo inglese seguito da più di 15 milioni di telespettatori: il mezzo perfetto per affermarsi sulla scena mondiale. Nello stesso anno è il Duca di Mantova in Rigoletto alla Wiener Staatsoper.
Le prime incisioni dell'artista vennero presentate da lì a poco, per l'etichetta discografica Decca Records, poco prima che egli venisse avvicinato dal giovane direttore d'orchestra Richard Bonynge, il quale gli richiese di esibirsi a fianco alla moglie, Joan Sutherland. Con la Sutherland, nel 1965, mise piede per la prima volta negli Stati Uniti, a Miami, dove ricoprì il ruolo di Edgardo nella Lucia di Lammermoor di Donizetti, sotto la direzione dello stesso Bonynge. La Sutherland lo accompagnò successivamente ne La sonnambula di Bellini alla Royal Opera House del Covent Garden e ne La traviata di Verdi.

### La Scala
Sempre del 1965 la sua interpretazione de L'elisir d'amore di Donizetti, e ancora nello stesso anno si ebbe il suo esordio al Teatro alla Scala di Milano, dove il tenore fu espressamente richiesto da Herbert von Karajan al fianco di Mirella Freni per La bohème di Puccini; visto il successo, l'anno seguente Pavarotti fu chiamato nuovamente per la Messa da Requiem in memoria di Arturo Toscanini. Nel periodo 1965-1966 sono da ricordare le interpretazioni de I Capuleti e i Montecchi di Vincenzo Bellini sotto la direzione di Claudio Abbado (allestimento portato in trasferta al Festival mondiale di Montréal in occasione dell'Expo 1967 nella Salle Wilfrid Pellettiere) e del Rigoletto di Verdi, diretto da Gianandrea Gavazzeni.
Dello stesso 1966 e del 1967 sono le determinanti esibizioni con successo alla Royal Opera House di Pavarotti e della Sutherland ne La Fille du régiment di Donizetti, opera che grazie all'esecuzione dei famosi "nove do" di Tonio permetterà al tenore di trasformarsi in leggenda sei anni più tardi. Nel 1966 è Rodolfo ne La bohème alla Wiener Staatsoper. A Vienna Pavarotti andò in scena fino al 1996 in cinquantasei rappresentazioni. Sempre nel 1967 è Tebaldo in I Capuleti e i Montecchi al Festival Internazionale di Edimburgo con la London Symphony Orchestra diretta da Claudio Abbado.
Nel 1968 e nel 1969 è ancora determinante il successo che egli ottiene interpretando i "nove do" di Tonio ne La figlia del reggimento al Teatro alla Scala. Il tenore sarà presente nelle stagioni liriche del Teatro alla Scala fino al 1992, tenendo anche un recital nel 1988. Sempre nel 1968 è Lord Arturo Talbo-Arthur Talbot nella ripresa del Teatro Massimo "Vincenzo Bellini" di Catania di I puritani, melodramma serio di Vincenzo Bellini. Nel 1969 è Lord Arturo Talbo nella prima rappresentazione radiofonica nell'Auditorium RAI del Foro Italico di Roma di I puritani.

### La conquista dell'America, l'affermazione mondiale, dai palchi ai parchi

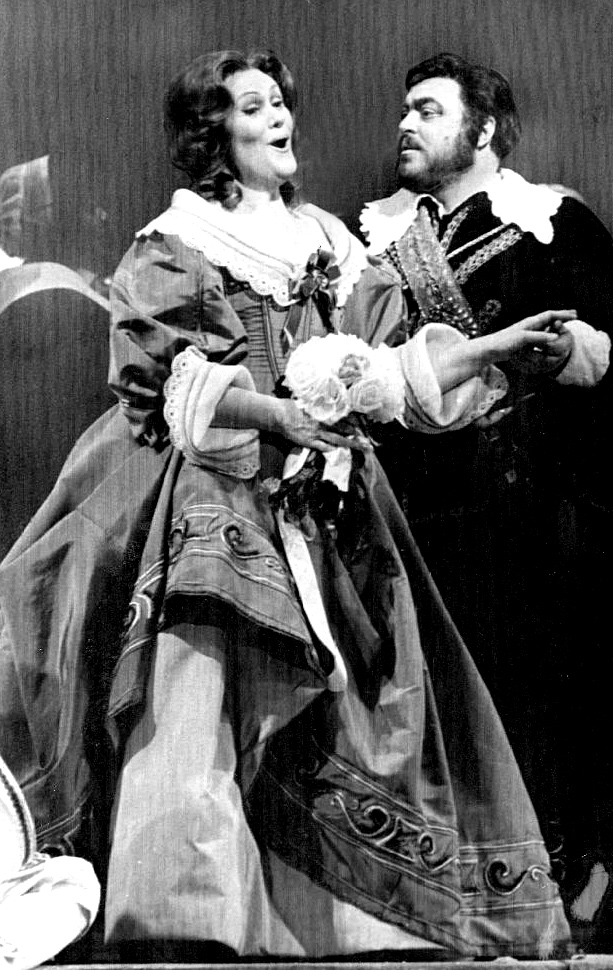
Pavarotti e Joan Sutherland nel 1976 mentre cantano ne I puritani di Vincenzo Bellini

Nel 1967 interpreta il ruolo di Rodolfo ne La bohème al San Francisco Opera. Nel 1968 è Edgardo in Lucia di Lammermoor sempre a San Francisco e in seguito ricopre ancora il ruolo di Rodolfo ne La bohème con cui esordisce alla Metropolitan Opera House. Nel 1969 è ancora in cartellone alla San Francisco Opera con Rodolfo ne La bohème e con Nemorino in L'elisir d'amore. Nel 1970 il Metropolitan lo vede interpretare Nemorino e Alfredo ne La Traviata. Lo stesso anno incide per la Decca Un Ballo in Maschera con Renata Tebaldi.
Nel 1971 è ancora Rodolfo al Met ed è il Duca di Mantova in Rigoletto alla Covent Garden Royal Opera House di Londra. È scritturato per interpretare Lucia di Lammermoor allo Sferisterio di Macerata, ma una improvvisa laringite il giorno della "prima" lo costringe a dare forfait, sostituito dal tenore Carlo Bini. Nel 1972 è Lord Arturo Talbo nella ripresa della Metropolitan Opera House di Filadelfia di I puritani.
L'exploit arriva il 17 febbraio 1972, alla Metropolitan Opera House di New York, in occasione dell'esecuzione dell'opera La Fille du Régiment esegue nove do acuti, difficilissimi da emettere a voce piena, in maniera sciolta e naturale nell'aria di Tonio "Ah, mes amis". Riceve una standing ovation senza precedenti che lo chiama al sipario per ben 17 volte, un record finora imbattuto.
Al Metropolitan Luciano Pavarotti è rimasto in cartellone fino al 2004, prendendo parte a circa trecentottanta rappresentazioni, interpretando anche il Duca di Mantova nel Rigoletto, Nemorino in L'elisir d'amore, Arturo ne I puritani, il cantante italiano in Der Rosenkavalier, Manrico ne Il trovatore, Fernando ne La favorita, Cavaradossi in Tosca, Riccardo in Un ballo in maschera, Rodolfo in Luisa Miller, Idomeneo nell'opera omonima, Ernani nell'opera omonima, Radamès in Aida, Guest in Die Fledermaus, Oronte ne I Lombardi alla prima crociata, Canio in Pagliacci, Andrea Chénier nell'opera omonima, Messa da Requiem di Verdi, Calàf in Turandot, il Freni-Pavarotti-Levine Concert nel 1985, il concerto Pavarotti-Levine nel 1988 ripreso dalla TV, il Gala Performance per celebrare venticinque anni al Met insieme a Domingo nel 1993, il Luciano Pavarotti Recital nel 1994, il Luciano Pavarotti Concert nel 1997, il Pavarotti Gala nel 1998 per celebrare il trentesimo anniversario dall'esordio al Met.
Nel 1972 è Edgardo Ravenswood in Lucia di Lammermoor a San Francisco. Alla San Francisco Opera egli andò in scena fino al 1991 e tenne anche due recital nel 1983, due concerti nel 1984 e uno nel 1991. L'esordio all'Arena di Verona di Pavarotti risale al 1972 con il Ballo in maschera di Verdi. Nel 1973 si ripresentò in Arena con La bohème di Puccini, diretta da Peter Maag e nella Lucia di Lamermoor di Donizetti accanto al soprano Cristina Deutekom. Sempre nel 1973 è Edgardo in Lucia di Lammermoor alla Covent Garden Royal Opera House di Londra. A Londra egli andò in scena in venti rappresentazioni fino al 2002.
Nel 1974 è Riccardo in Un ballo in maschera al Teatro La Fenice di Venezia, Fernando nella ripresa del Teatro Comunale di Bologna di La favorita di Gaetano Donizetti e canta nel Requiem di Verdi al Festival Internazionale di Edimburgo diretto da Carlo Maria Giulini. È il Duca di Mantova nel Rigoletto allo Sferisterio di Macerata. Nel 1975 è Fernand nella prima rappresentazione in concerto (per l'Orchestra del Metropolitan) nella Carnegie Hall di New York di La favorita di Donizetti. Fa la sua terza e ultima apparizione allo Sferisterio di Macerata nell'opera verdiana Il ballo in maschera. Al termine della sua esibizione dichiara: «Lo Sferisterio è qualcosa di meraviglioso. Non esiste al mondo un teatro all'aperto dotato di palchi e con un'acustica così perfetta. E vi consiglio di non chiamare Arena questo luogo. L'arena è uno spazio dispersivo, lo Sferisterio è un vero teatro».
Il 22 dicembre 1975, rientrando da New York, uscì illeso dall'incidente del volo TWA 842, che si schiantò in fase d'atterraggio nei pressi dell'aeroporto di Malpensa.
Il nome di Pavarotti divenne noto al grande pubblico grazie alle esecuzioni sempre più di frequente riprese dalla televisione, come nel ruolo di Rodolfo, ripreso dal vivo al Metropolitan di New York nel marzo 1977, assieme a un'altra italiana, Renata Scotto, che raccolse le percentuali di audience più alte del tempo per un'opera teletrasmessa. All'artista sono andati diversi Grammy Award e dischi di platino e d'oro.
Nel 1978 tornò all'Arena ne Il trovatore di Verdi con Katia Ricciarelli, Pietro Cappuccilli e Fiorenza Cossotto diretto da Gianandrea Gavazzeni. Al termine della "Pira" di Manrico, Pavarotti emise l'acuto finale (non indicato sulla partitura da Verdi) e il pubblico areniano esplose in uno scrosciante e lunghissimo applauso.
Nel dicembre dello stesso anno partecipa al programma Good Morning America, tornando nel febbraio 1980 e nel giugno 1993. Nel 1980, al Central Park di New York, partecipa a una rappresentazione del Rigoletto in forma di concerto, che vede la presenza di oltre 200 000 persone e canta Rodolfo ne La bohème alla San Diego Opera. Nel maggio del 1984, si esibisce nella prestigiosa Royal Opera House di Londra, di fronte a Lady Diana e al marito Carlo d'Inghilterra oltre al pubblico di 2 000 persone, celebra con una grandiosa interpretazione il concerto di beneficenza nella capitale britannica, ottenendo cinque minuti ininterrotti di applausi dal pubblico e quattro chiamate in scena.
Nel 1985 tiene un concerto allo Sports Arena per il San Diego Opera. Pavarotti arriva nel giugno del 1986 a esibirsi a Pechino, per un concerto attesissimo al Teatro delle Esposizioni. L'esibizione ottiene grande riscontro dal pubblico, che richiama il maestro in scena per un secondo spettacolo ripreso in diretta dalle TV cinesi, italiane e americane. Al primo spettacolo ne seguono altri nei giorni successivi (tra cui La bohème), tutti accolti e seguiti con grande entusiasmo dal pubblico orientale. A partire dagli anni novanta, Pavarotti ha curato molto i concerti all'aperto, sfruttando stadi e parchi, che si sono rivelati dei buoni successi.
Nel 1987 incide l'aria "Nessun dorma" con la London Philharmonic Orchestra diretta da Zubin Mehta per la colonna sonora del film Le streghe di Eastwick (lo stesso brano verrà riproposto anche nella colonna sonora del film L'amore ha due facce del 1996) ed una selezione dalla Madama Butterfly con Mirella Freni e Christa Ludwig diretta da Herbert von Karajan nella colonna sonora del film Attrazione fatale.
Nel 1988 Luciano Pavarotti cura la regia dell'opera La favorita per il Teatro La Fenice di Venezia. Il 24 febbraio dello stesso anno, Luciano Pavarotti dopo aver cantato nel ruolo di Nemorino ne L'elisir d'amore di Donizetti alla Deutsche Opera di Berlino, fu applaudito per un'ora e sette minuti, e fu richiamato sul palco ben 165 volte. Detiene così il primato dell'applauso più lungo e il record delle chiamate alla ribalta.
La stagione dell'Arena di Verona del 1990 fu l'ultima in cui Luciano Pavarotti cantò a Verona. La sovrintendenza aveva organizzato la realizzazione di una colossale Messa da Requiem di Verdi alla quale partecipò il World Festival Choir, composto da circa 2 500 coristi provenienti da tutto il mondo. Con il sostegno dell'Alto Commissariato delle Nazioni Unite per i Rifugiati, le esecuzioni furono dedicate ai quindici milioni di uomini perseguitati o cacciati dalla propria patria a causa della guerra. Alla serata del 5 agosto fu presente anche Lady Diana. Lo spettacolo vedeva anche il direttore Lorin Maazel e il mezzosoprano Dolora Zajick.
Sempre nel 1990 è Mario Cavaradossi in Tosca al Teatro dell'Opera di Roma.
Nel 1991, davanti a un pubblico record di 330 000 persone, Pavarotti si esibisce a Londra, a Hyde Park, trasmesso dal vivo in televisione in Europa e negli Stati Uniti, con spettatori ancora una volta Lady Diana e il marito Carlo. Lo spettacolo colpì incredibilmente l'opinione pubblica inglese grazie alla carica di Pavarotti e alla sua incredibile voce, spingendo un gruppo di duecento tra artisti e personalità illustri inglesi a chiedere di conferire al tenore il titolo di Lord.
Nel dicembre del 1991, allo stadio Pacaembù di San Paolo in Brasile, oltre 50 000 spettatori paganti si radunarono per il concerto di Pavarotti, in duetto con il soprano Sumiva Moreno, terminato con uno spettacolo pirotecnico. Nel 1992 è Riccardo in Un ballo in maschera all'Opéra national de Paris e tiene un concerto allo Sports Arena per la San Diego Opera con Leone Magiera. Quello stesso anno collabora per la prima volta con un artista non lirico: si tratta del suo amico e collega Zucchero Fornaciari, con il quale incide il brano Miserere, contenuto nell'album omonimo. Da questa collaborazione nascerà il celebre evento periodico Pavarotti & Friends. Nel giugno 1993, oltre 200 000 persone si radunarono per ascoltarlo nel concerto gratuito a Central Park (New York), mentre in milioni seguirono lo spettacolo in diretta televisiva. Nello stesso anno partecipa al World Music Awards. A settembre dello stesso anno, all'ombra della Torre Eiffel a Parigi, riunì oltre 70 000 persone per un concerto trasmesso anche in diretta TV da Canal+.

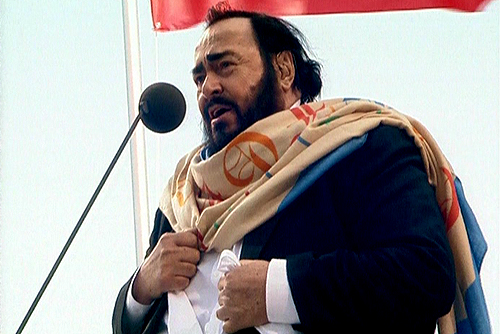
Pavarotti a San Pietroburgo, 31 maggio 2003

Nel 1993 tiene un concerto al Teatro La Fenice di Venezia con Anna Caterina Antonacci. Nel 1994 è Riccardo in Un ballo in maschera al Teatro San Carlo di Napoli e due anni dopo nello stesso teatro è Mario Cavaradossi in Tosca assieme all'amica Raina Kabaivanska e al baritono spagnolo Juan Pons. Nel 1996 Luciano Pavarotti canta La bohème di Puccini realizzata a Torino in occasione del centenario dell'opera con la Freni, Lucio Gallo, Pietro Spagnoli, Nicolaj Ghiaurov e Alfredo Mariotti (trasmessa anche in diretta televisiva facendo registrare oltre tre milioni di telespettatori).
Nel 1997 è Nemorino in L'elisir d'amore al Teatro di San Carlo di Napoli e incide O' Sole mio con la National Philharmonic Orchestra diretta da Giancarlo Chiaramello per la colonna sonora del film Marius e Jeannette. Nello stesso anno ha interpretato l'ostico ruolo del principe Calaf nella Turandot diretta da James Levine per la regia di Franco Zeffirelli al Metropolitan di New York. Nel 1999 incide "M'appari tutt'amor" dalla Marta di Friedrich von Flotow nella colonna sonora del film Terapia e pallottole. Nel 1999 è di nuovo Cavaradossi al Metropolitan di New York. Nel 2000 canta Aida con Fiorenza Cedolins in un concerto di gala alla Detroit Opera House, ed esegue "La donna è mobile" con la London Symphony Orchestra diretta da Richard Bonynge per la colonna sonora del film The Family Man e all'Opera di Roma per il centenario di Tosca. Il 30 giugno 2001 tiene un concerto alla Sports Arena per la San Diego Opera con Leone Magiera e Cynthia Lawrence.
Nel gennaio del 2001 è Radamès in una favolosa Aida al Metropolitan. Ad assistere alla prima recita era presente l'allora Presidente U.S.A Clinton. Nel luglio del 2001 l'artista modenese si esibisce per la seconda volta a Hyde Park a Londra, davanti a un pubblico di 70 000 persone. Sempre nel 2001 canta "Vesti la giubba" nella colonna sonora del videogioco Twisted Metal: Black e "Chi mi frena in tal momento" dalla Lucia di Lammermoor con Renata Scotto e Piero Cappuccilli diretto da Francesco Molinari Pradelli e "La donna è mobile" con la Scotto, l'Orchestra e Coro del Teatro Comunale di Firenze diretti da Carlo Maria Giulini nel videogioco Grand Theft Auto III.
Il 29 aprile del 2001 festeggia i quarant'anni di carriera al Teatro Comunale di Modena, con un gala che vede la presenza di un parterre di stelle internazionali della lirica, quali Josep Carreras, Fiorenza Cedolins, Plácido Domingo, Renata Scotto.
Nel 2002 si esibisce nel gala “Pavarotti canta Verdi” al Forum Grimaldi di Montecarlo, con la partecipazione di Fiorenza Cedolins, Francesco Ellero D'Artegna, Elena Zaremba.

### I Tre Tenori
Il 7 luglio 1990, in occasione della finale del campionato del mondo di calcio svoltasi a Roma, «I Tre Tenori» Luciano Pavarotti, José Carreras e Plácido Domingo tennero un concerto alle Terme di Caracalla, diretti dal maestro indiano Zubin Mehta. L'orchestra di 180 elementi risultava dall'unione di due orchestre: quella del Teatro dell'Opera di Roma e quella del Maggio Musicale Fiorentino. Il successo si preannunciava clamoroso: furono richiesti per l'evento più di 200 000 biglietti, sebbene le Terme di Caracalla avessero una capienza di circa 6 000 posti. I «Tre Tenori» eseguirono arie liriche tratte da opere famose, ma anche brani provenienti dal repertorio musicale popolare da tutto il mondo (Cielito lindo, Oci Ciornie, La Vie en rose, Memory, Amapola, Torna a Surriento, 'O sole mio, Core 'ngrato).
Punto culminante della serata fu un medley appositamente preparato da Lalo Schifrin, dove i tre tenori cantarono insieme. Dopo tale evento i tre grandi artisti hanno cantato ancora insieme in numerose altre occasioni; tra le più importanti si ricordano i concerti del 17 luglio 1994 a Los Angeles durante la finale del campionato mondiale di calcio USA 1994. Durante tale esibizione, poiché fra gli spettatori vi erano Frank Sinatra e Gene Kelly, i tre tenori dedicarono loro My Way e Singin' in the rain.
Nel 1997 i tre tenori si esibirono a Modena, città natale di Pavarotti, e fu presente anche Michael Jackson. Nel 1998 si esibirono a Parigi in occasione della finale dei Mondiali di Francia e nel 2002 a Yokohama sempre per la finale dei campionati mondiali di calcio, questa volta in Giappone e Corea.

### Le ultime esibizioni

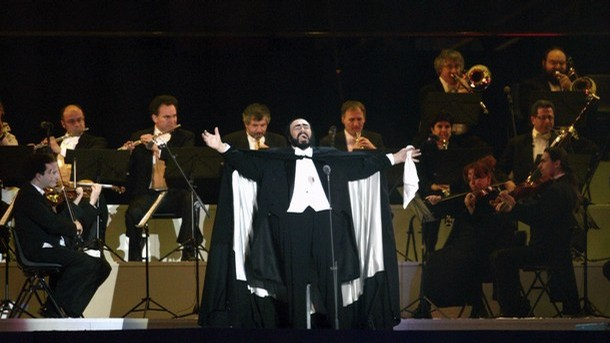
L'ultima esibizione in assoluto del tenore, durante la cerimonia di apertura dei XX Giochi olimpici invernali a Torino, il 10 febbraio 2006

Zucchero Fornaciari, amico del Maestro, lo convinse a partecipare al concerto-evento alla Royal Albert Hall di Londra del 6 maggio 2004 per l'apertura dello Zu & Co. Tour. Durante la serata i due cantanti duettarono sulle note di Miserere.
Ancora nel 2004, in occasione dell'addio ufficiale all'opera al Metropolitan Opera House dove recitava la «Tosca» ha ricevuto un'ovazione di 35 secondi dai 4 000 spettatori quando è apparso sul palco poco dopo l'inizio del primo atto.
Nello stesso anno ha tenuto un concerto all'Arena di Pola in Croazia, dove due anni prima aveva anche cantato con Plácido Domingo e José Carreras. Il 10 febbraio del 2006, durante la cerimonia di apertura delle Olimpiadi invernali di Torino, ha cantato in playback - a causa delle temperature molto rigide che gli impedivano di padroneggiare correttamente la voce - il "Nessun dorma", aria tratta dalla Turandot di Giacomo Puccini, registrata in studio qualche settimana prima: fu l'ultima esibizione del Maestro. Nel luglio dello stesso anno è stato operato d'urgenza in un ospedale di New York per l'asportazione di un tumore maligno al pancreas.

## Pavarotti & Friends e l'impegno nel sociale
Dal 1992 al 2003 ha tenuto a Modena dei concerti a cadenza quasi annuale a scopo benefico. Chiamati Pavarotti & Friends, essi riunivano sul palco i più famosi artisti della scena musicale pop e rock italiana e internazionale, chiamati a duetti con il tenore. Lo scopo dell'iniziativa era quello di raccogliere fondi per sostenere iniziative di sostegno e sviluppo nelle zone povere del mondo, soprattutto in favore dei bambini. Autrice dei testi delle edizioni dal 1993 al 1998 è stata Carla Vistarini.
Nelle varie edizioni si sono succeduti oltre cento artisti a duettare con il Maestro, tra cui Anastacia, Barry White, Biagio Antonacci, Andrea Bocelli, Jon Bon Jovi, Bono Vox e The Edge, James Brown, Mariah Carey, Eric Clapton, Lucio Dalla, Deep Purple, Whitney Houston, Céline Dion, Elisa, Gloria Estefan, Bob Geldof, Giorgia, Elton John, Tom Jones, Jovanotti, B.B. King, Simon Le Bon, Luciano Ligabue, Brian May, Meat Loaf, George Michael, Liza Minnelli, Morcheeba, Dolores O'Riordan, Laura Pausini, Eros Ramazzotti, Spice Girls, Sting, Renato Zero e Zucchero Fornaciari.
Nel 1986, con un concerto a Torino che registrò il tutto esaurito, raccolse oltre mezzo miliardo di lire devoluti interamente alla lotta contro il cancro. Nel dicembre 1995, insieme con il direttore d'orchestra Riccardo Muti, ha tenuto un concerto a Forlì per raccogliere fondi in favore di una comunità di recupero per tossicodipendenti.
Il tenore finanziò inoltre una scuola in Guatemala, denominata Centro Educativo Pavarotti.

## Vita privata
(Luciano Pavarotti)
Pavarotti ebbe due mogli e quattro figlie. Si sposò nel 1961 con Adua Veroni, sua fidanzata da otto anni. Dall'unione nacquero le figlie Lorenza, Cristina e Giuliana. Nel 1993 cominciarono le indiscrezioni (specie sui media americani) circa una possibile relazione extraconiugale del Maestro con la giovane modella italiana Lucia Debrilli, che però smentì tutto, asserendo che il rapporto si limitasse all'amicizia.
Nel 1994 spuntarono nuove indiscrezioni circa una sua relazione con una giovane dirigente dello spettacolo, Nicoletta Mantovani, nata a Bologna il 23 novembre 1969. La storia d'amore fra Pavarotti e la Mantovani, di 34 anni più giovane di lui, si scoprì essere reale e fece scoppiare un vero e proprio scandalo, seguito morbosamente dai media di tutto il mondo, culminante nel divorzio miliardario tra il grande tenore e Adua Veroni.
Tra le numerose amicizie di Luciano Pavarotti, vi fu anche quella con la prematuramente scomparsa principessa Diana Spencer, allora moglie di Carlo, principe di Galles, erede al trono d'Inghilterra, con cui condusse una raccolta di fondi per la messa al bando delle mine antiuomo. Invitato a cantare in occasione della cerimonia funebre della principessa, declinò l'offerta e preferì partecipare come spettatore, dal momento che riteneva che non avrebbe avuto la possibilità di cantare appropriatamente «con il dolore in gola».
Nel 2000 a Pavarotti venne contestata dal fisco italiano un'evasione fiscale, visto che il tenore aveva eletto domicilio a Monaco. Colpevole di evasione fiscale per una cifra superiore ai 40 miliardi di lire, il 27 luglio 2000, nelle stanze del Ministero delle finanze all'EUR, il tenore decise di saldare il debito con il fisco versando 24 miliardi di lire in rate da 500 milioni.
Sulla soluzione del patteggiamento, il Ministro delle finanze dell'epoca Ottaviano Del Turco commenterà: "Ho chiesto all'amministrazione di avviare il dialogo con Pavarotti per chiudere questa vicenda, quando mi sono reso conto che la persona era in buona fede e cercava di uscire da una situazione nella quale lui stesso aveva dichiarato di non sentirsi a suo agio. Pavarotti ora ha sanato questa situazione e io credo che questo mostri anche la duttilità dell'amministrazione fiscale". Risolto il contenzioso con la magistratura tributaria, restò in piedi il processo penale, che cominciò a Modena nel settembre 2001. Il 19 ottobre 2001 il giudice di Modena Carla Ponterio assolse Pavarotti perché il fatto non era più previsto dalla legge come reato.
Nel gennaio del 2002 perse la madre Adele e nel maggio del 2002, a pochi giorni dall'edizione del Pavarotti & Friends, perse il padre Fernando.
Il 13 dicembre 2003 Pavarotti sposò Nicoletta Mantovani con una sontuosa cerimonia nel teatro Comunale di Modena, alla presenza di Bono, Zucchero Fornaciari, Ligabue e molti altri artisti. Undici mesi prima, il 13 gennaio 2003, Nicoletta aveva dato alla luce Alice Pavarotti, sopravvissuta a un parto gemellare in cui invece morì il fratello Riccardo, lasciando il tenore nello sconforto.

### Giudizio critico sull'artista
(Daniel Hicks, The New York Times)

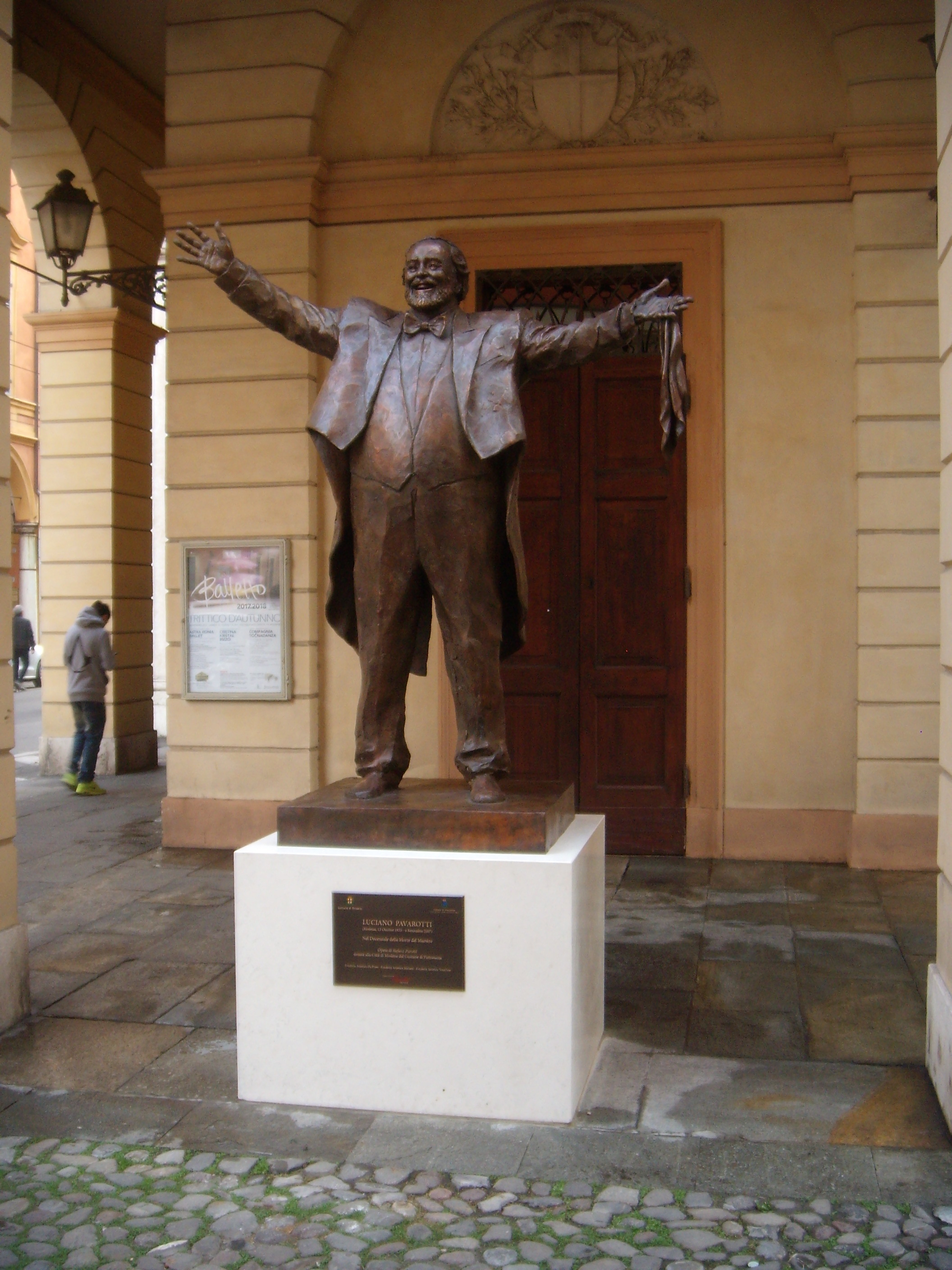
La statua di Pavarotti posta nel 2017, a 10 anni dalla sua scomparsa, presso il teatro comunale di Modena, a lui intitolato.

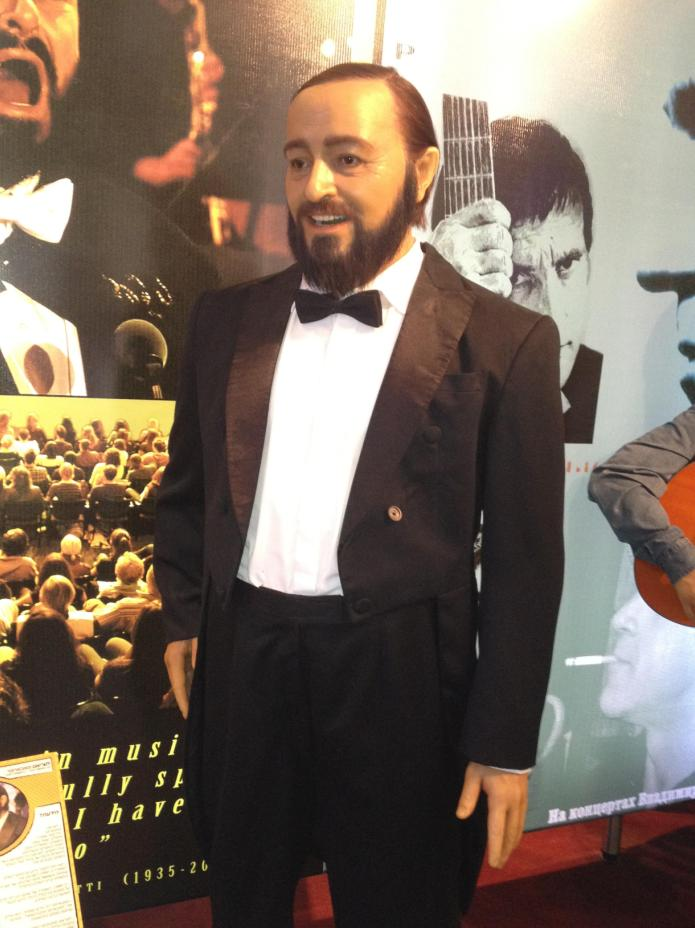
La statua di Luciano Pavarotti in Eilat IMAX

Artista a tratti informale e abile comunicatore, nel senso moderno del termine, e soprattutto personaggio rilevante all'interno del mondo dello spettacolo e impegnato nella solidarietà (che solo in parte ha bilanciato la caduta di immagine dovuta ai suoi problemi con il fisco), Pavarotti è stato riconosciuto da molta parte della critica come uno fra i migliori cantanti nel registro di tenore del XX secolo, che pure ha dato numerosi grandi protagonisti al mondo dell'opera, alcuni dei quali, suoi coetanei o quasi, sono ancora in attività. Questo riconoscimento gli è venuto non soltanto per la particolare estensione vocale e padronanza tecnica dello strumento voce, uniti a una capacità di interpretazione in grado di porlo nella condizione di andare in profondità nella lettura dei personaggi che impersonava sul palcoscenico e nei solchi delle incisioni discografiche, ma anche in virtù di quello che il collega José Carreras ha definito "naturale carisma", di cui Pavarotti era evidentemente dotato. Tenace come Calaf, che doma la pucciniana principessa Turandot ed esorta le stelle a un tramonto senza indugio in vista di un'alba che lo vedrà vincitore, e capace al tempo stesso di una tenerezza degna dell'ingenuo e affabile Nemorino donizettiano de L'elisir d'amore (Una furtiva lacrima è una delle sue arie d'opera più conosciute), Pavarotti è stato al contempo il testimone di un'epoca e di una professione, quella di cantante, per la quale - secondo le sue stesse parole - non è sufficiente il solo talento se esso non è supportato da un'adeguata e talvolta faticosa opera di studio.
Pavarotti era dotato di una voce autenticamente tenorile, assai chiara e, soprattutto nella prima parte della carriera, estesa all'acuto in modo rilevante, fino al pieno possesso del DO4 e del RE4. La nota più alta che era in grado di eseguire era il MI bemolle, che però non intonò mai, non avendo in carriera affrontato melodrammi che la prevedevano; eseguì tuttavia il FA4 in falsettone de I puritani di Bellini, anche se solo nelle incisioni discografiche e mai dal vivo. La nota più bassa posseduta da Pavarotti era invece un LA grave, anch'essa mai intonata a causa del ruolo esclusivamente da tenore nell'opera, per il quale non sono mai previste, se non in rari casi, note così basse.
Pur non essendo in grado di leggere l'intera partitura per orchestra, come ammesso in un'intervista con la BBC, Pavarotti sapeva leggere perfettamente le parti musicali scritte per un tenore e per un pianoforte. Si avvicinò al grande repertorio protoromantico (Donizetti e Bellini) proponendone esecuzioni per certi versi di rilevanza storica. Il Pavarotti degli anni giovanili, spesso a fianco del soprano australiano Joan Sutherland, eseguiva Lucia di Lammermoor, L'elisir d'amore, La sonnambula, La favorita e perfino l'ostica I puritani in modo gagliardo e personale, riportando queste opere nell'alveo del belcanto, a una ritrovata qualità spettacolare e al gradimento del vasto pubblico.
Significativo l'esito ottenuto ne La figlia del reggimento: l'opera, da anni uscita dal repertorio corrente, fu nuovamente "imposta" da Pavarotti ai teatri di mezzo mondo alla fine degli anni sessanta, dopo l'exploit vocale con cui la cabaletta del primo atto fu eseguita dal tenore emiliano in tono a voce piena, con l'emissione di nove cristallini DO acuti. Sempre nella prima parte della carriera, Pavarotti si distinse anche in Giacomo Puccini, segnatamente in La bohème (sua opera d'esordio, nel 1961) e Madama Butterfly, mentre si accostò in modo intelligente a Verdi, privilegiando le opere più congeniali ai suoi mezzi di allora (Rigoletto, La traviata, Luisa Miller).
A differenza di quanto avvenuto per molti colleghi anche celebri, lo scontato passaggio ad un repertorio più popolare ma maggiormente oneroso (Tosca, Un ballo in maschera, Il trovatore, successivamente anche Aida e le opere veriste) avvenne solo a seguito della spontanea maturazione dell'organo vocale, divenuto negli anni più potente e risonante nei centri ma, conseguentemente, meno esteso in alto. Se supportato da periodi di preparazione adeguati e da una direzione nel complesso condiscendente, si può ritenere che Pavarotti sia stato un grande tenore d'opera almeno sino alla fine degli anni ottanta, con buone performance ancora nei primissimi anni novanta.
In quest'epoca la tendenza a esibirsi in stadi, palasport e parchi, dove poteva fare sistematico ricorso all'amplificazione artificiale e curare meno gli aspetti musicali delle esecuzioni, rivolte soprattutto a persone non esperte di canto lirico, portava l'artista a semplificare la sua tecnica nell'uso della mezzavoce, ad acuire le imprecisioni nel solfeggio e ad appiattire l'interprete su prove di routine. Nel corso di simili eventi, anche nel celebratissimo Nessun dorma dalla Turandot di Puccini, un'opera che affrontò a teatro in due sole occasioni e che era in realtà poco adatta ai suoi mezzi, il nitore degli acuti spesso non riscattava l'insieme della prova. Non fanno eccezione i concerti dei Tre Tenori, nei quali, accanto a Domingo e Carreras, fondandosi sulle proprie straordinarie qualità comunicative e di bellezza di suono, Pavarotti si esibì in prove di sicuro effetto, ma di esito artistico non assoluto.
Secondo alcuni critici, accostandosi sempre più disinvoltamente alla musica leggera in occasione dei Pavarotti & Friends, l'artista modenese avrebbe posto "una pietra tombale" sulla propria carriera operistica. La stessa critica gli ha attribuito la responsabilità di avere diffuso nel pubblico un gusto per il cosiddetto "crossover", ossia la pratica, portata poi alla definitiva celebrazione da personaggi come Andrea Bocelli e Sarah Brightman, per cui un cantante lirico si cimenta nel repertorio pop oppure passa totalmente ad esso, finendo spesso per trasferirne i malvezzi vocali (approssimazione musicale, suoni spoggiati, ecc.) nell'ambito di provenienza.
Altri invece sottolineano la grande importanza del lavoro di divulgazione di Pavarotti, il quale ha riportato all'attenzione popolare e universale la lirica. Secondo questi ultimi, la sua particolare capacità di attrarre l'interesse del vasto pubblico avrebbe contribuito ad elevare il gusto musicale medio.
Il giudizio complessivo sul cantante deve restare di particolare positività: la naturale morbidezza di alcuni suoni in mezzoforte (splendidi ancora in tarda età, ad esempio nei duetti de La bohème del Centenario al Teatro Regio di Torino), la tecnica vocale in origine più raffinata rispetto alla media dei tenori di cartello, tale da garantirgli un registro acuto saldo e luminoso e perfino, a dispetto dell'imponente mole fisica, una certa scioltezza sul palcoscenico, ne hanno fatto uno dei tenori più importanti del ventesimo secolo.

### La morte e i funerali
Nel 2007 si stabilì nella sua villa di Modena, ormai gravemente malato di cancro al pancreas. Una delle sue figlie concesse un'intervista a un settimanale, affermando che il padre si stava ormai preparando all'ineluttabile decorso della malattia (intervista successivamente smentita) peggiorata nell'agosto 2007 e per la quale era stato anche ricoverato in ospedale.
Nel suo buen retiro emiliano, Pavarotti continuò quasi fino all'ultimo a tenere lezioni di canto ad alcuni allievi, ricevendo amici e parenti anche se costretto su una carrozzina e visibilmente dimagrito. Seppur sofferente, apparve per l'ultima volta in televisione il 16 gennaio 2007 a Porta a Porta in una puntata dedicata ad Arturo Toscanini, nel cinquantenario della scomparsa del celebre direttore d'orchestra italiano.
Il Maestro morì alle 5 di mattina del 6 settembre 2007, all'età di 71 anni.
Al suo capezzale erano presenti la moglie, le figlie e la sorella. Il cordoglio venne espresso dai giornali quotidiani e dalle istituzioni di tutto il mondo.
L'organizzazione della cerimonia funebre venne affidata all'amico ed impresario funebre modenese Gianni Gibellini. Il cofano utilizzato per la cerimonia, disegnato da Marco A. Ghirardotti e realizzato in tempi record dalla ditta bresciana "Lombarda Lavorazione Legno srl", era in legno massello di acero sbiancato, col rivestimento in velluto color rosso "teatro"; sul velo venne ricamata una chiave di violino. Le indicazioni per la realizzazione del feretro le aveva lasciate lo stesso Luciano Pavarotti prima di morire.
Alle esequie, celebrate nel duomo di Modena dall'allora arcivescovo metropolita Benito Cocchi, erano presenti circa 50 000 persone, membri di istituzioni nazionali e internazionali e artisti, tra i quali Zubin Mehta, Bono, Zucchero Fornaciari, Gianni Morandi e Jovanotti. Poco prima dell'inizio della cerimonia religiosa il soprano Rajna Kabaivanska (autrice negli anni di grandi duetti con il Maestro) intonò l'Ave Maria di Verdi. All'Offertorio il flautista Andrea Griminelli eseguì, accompagnato all'organo da Renato Negri, la Danza degli spiriti beati, dall'Orfeo ed Euridice di Christoph Willibald Gluck. Al momento della distribuzione della comunione Andrea Bocelli cantò l'Ave Verum Corpus di Wolfgang Amadeus Mozart. Venne poi diffuso il canto del Panis Angelicus di César Franck, che Luciano Pavarotti con il padre Fernando intonarono la notte di Natale del 1978 in un duomo gremito di fedeli, durante la solenne celebrazione della Natività officiata dall'allora arcivescovo Bartolomeo Santo Quadri.
Romano Prodi, all'epoca presidente del Consiglio, tenne l'orazione funebre. Il giorno precedente, ad aver reso omaggio al feretro e colloquiato con i familiari, era stato il presidente della Repubblica Giorgio Napolitano. All'uscita della salma gli resero omaggio le Frecce Tricolori, dipingendo con il Tricolore italiano il cielo di Modena. Per sua espressa volontà è stato sepolto nel piccolo cimitero di Montale Rangone nella tomba di famiglia, accanto ai genitori e al figlioletto Riccardo.

## Premi e riconoscimenti

### Premi musicali e televisivi
- Grammy Award[14]
  - 1978 - Candidatura alla miglior interpretazione vocale classica solista per Luciano Pavarotti - O Holy Night
  - 1979 - Miglior interpretazione vocale classica solista per Luciano Pavarotti - Hits From Lincoln Center
  - 1980 - Miglior interpretazione vocale classica solista per O Sole Mio - Favorite Neapolitan Songs
  - 1982 - Miglior interpretazione vocale classica solista per Live From Lincoln Center - Sutherland/Horne/Pavarotti
  - 1982 - Candidatura al miglior album di musica classica per Live From Lincoln Center - Sutherland/Horne/Pavarotti
  - 1987 - Candidatura alla miglior registrazione d'opera per Verdi: Un Ballo In Maschera
  - 1987 - Candidatura al miglior album di musica classica per Passione Pavarotti
  - 1989 - Miglior interpretazione vocale classica solista per Luciano Pavarotti In Concert
  - 1989 - Candidatura alla miglior registrazione d'opera per Mozart: Idomeneo
  - 1989 - Candidatura alla miglior registrazione d'opera per Bellini: Norma
  - 1991 - Miglior interpretazione vocale classica solista per Carreras, Domingo, Pavarotti In Concert (con il gruppo I Tre Tenori)
  - 1991 - Candidatura al miglior album di musica classica per Carreras, Domingo, Pavarotti In Concert (con il gruppo I Tre Tenori)
  - 1995 - Candidatura all'album dell'anno per The 3 Tenors in Concert 1994 (con il gruppo I Tre Tenori)
  - 1995 - Candidatura al miglior album pop vocale per The 3 Tenors in Concert 1994 (con il gruppo I Tre Tenori)
  - 1997 - Candidatura alla miglior collaborazione vocale pop per My Way (con Frank Sinatra)
  - 1998 - MusiCares Person of the Year[90]
  - 1998 - Grammy Legend Award
- Primetime Emmy Awards[91]
  - 1980 - Candidatura al miglior speciale varietà (live) per New York Philharmonic with Zubin Mehta and Luciano Pavarotti (Live from Lincoln Center)
  - 1981 - Candidatura al miglior speciale varietà (live) per Joan Sutherland, Marilyn Horne and Luciano Pavarotti in Recital (Live from Lincoln Center)
  - 1983 - Miglior speciale varietà (live) per Paravotti in Philadelphia: La Bohème[92]
  - 1983 - Candidatura alla miglior performance individuale in un programma di varietà o musicale per Luciano Pavarotti and the New York Philharmonic (Live from Lincoln Center)
  - 1985 - Miglior performance individuale in un programma di varietà o musicale per Duke of Mantua, Rigoletto Great Performances[93]
  - 1987 - Candidatura al miglior speciale varietà (live) per An Evening with Joan Sutherland and Luciano Pavarotti (The Metropolitan Opera Presents)
  - 1991 - Candidatura al miglior speciale varietà (live) per Pavarotti Plus! (Live from Lincoln Center)
  - 1991 - Candidatura al miglior speciale varietà (live) per The 100th Telecast: Pavarotti Plus! (Live from Lincoln Center)
  - 1994 - Candidatura al miglior speciale varietà (live) per Pavarotti in Paris

### Onorificenze
- "Premio Ville de Paris" (il presidente Jacques Chirac)
- "People Choice Award Kammersanger" (il Ministro della Cultura austriaco)
- "Messaggero di Pace delle Nazioni Unite" (il Segretario Generale Kofi Annan, 1998)[44][101]
- "Premio Eccellenza per la Cultura" (su proposta del Ministro della Cultura, on. Rutelli, 2007)[102]
- "World Social Award" (il presidente Michail Gorbaciov, 2001)
- "Premio America" alla memoria (Fondazione Italia USA, 2013)

### Altri riconoscimenti
Nel 1990, in occasione di una serie di concerti a Covent Garden, venne inaugurata la statua di cera del tenore italiano (primo interprete d'opera a ricevere l'onore) al museo di Madame Tussauds. Nel 1992 il ministro francese della cultura gli ha conferito la Legion d'onore.
Il 19 giugno 1994 il Comune di Portomaggiore gli conferì la cittadinanza onoraria in occasione della sua visita nella cittadina emiliana per l'inaugurazione di un busto a Mafalda Favero, soprano portuense che il Maestro ebbe modo di conoscere agli inizi della sua carriera.
Nel 1999 al tenorissimo fu dedicato un asteroide, il 5203 Pavarotti. Nel maggio 2001, l'Alto commissariato delle Nazioni Unite per i rifugiati conferì a Luciano Pavarotti il Nansen Refugee Award, per la sua opera di sostegno dei rifugiati del Pakistan.
Primo italiano a vincere il premio in vita, Pavarotti è stato definito dal UNHCR il privato cittadino che maggiormente ha contribuito a raccogliere fondi per l'agenzia.
L'8 febbraio 2006 ricevette la cittadinanza onoraria di Sarajevo, per l'impegno profuso dall'artista in favore dei bambini bosniaci. Nel dicembre 2006 gli venne conferito il Premio Puccini, alla sua 36ª edizione e nello stesso mese ricevette a Bergamo, nell'ambito del Bergamo Music Festival il Premio Donizetti.

### Riconoscimenti postumi
Il 12 ottobre 2007, giorno del suo compleanno, il famoso motore di ricerca Google dedica un riconoscimento speciale a Pavarotti, inserendo nella sua homepage un'icona del maestro che riportava a tutte le pagine web a lui dedicate. Il comune di Modena gli ha intitolato, il 6 dicembre 2007 con una cerimonia pubblica, il teatro cittadino, fino ad allora chiamato semplicemente Teatro comunale, che prese il nome di Teatro comunale Luciano Pavarotti (nome mutato dal 2021 in Teatro comunale Pavarotti-Freni, in quanto all'intitolazione a Pavarotti si è aggiunta quella al soprano Mirella Freni).
Nel febbraio del 2008, il Casinò di Sanremo espone nella sala incontri una statua luminosa del tenore modenese creata da Marco Lodola.
Il 12 ottobre 2008 si è tenuto Salute Petra, un concerto in onore del maestro a Petra (Giordania) e trasmesso in televisione. Hanno partecipato a questo appuntamento molti artisti fra cui i colleghi Plácido Domingo e José Carreras (per la prima volta riuniti senza Pavarotti), Jovanotti, Sting, Zucchero Fornaciari, Laura Pausini, Andrea Bocelli, Angela Gheorghiu, Roberto Alagna, Sherrill Milnes, Andrea Griminelli, Cynthia Lawrence, e molti altri. Il concerto si è svolto per iniziativa della principessa Haya Hussein di Giordania e della vedova del maestro, Nicoletta Mantovani, entrambe presenti all'evento assieme alla figlioletta del maestro, Alice Pavarotti, al re Abd Allah II di Giordania con la moglie Rania di Giordania, al presidente della Camera dei deputati Gianfranco Fini, al ministro Andrea Ronchi, a Caterina Caselli e a molte altre autorità e amici del tenore.
Nel 2009 è stata annunciata la realizzazione di un progetto a Dubai, gestito da un'azienda di Bergamo, che prevede la realizzazione di una torre denominata Luciano Pavarotti Tower, di sedici piani e con all'interno un museo dedicato al tenore italiano più famoso al mondo.
L'11 agosto 2010 si è tenuto a Manfredonia in piazza Giovanni XXIII il concerto "Ricordando il Maestro Luciano Pavarotti" alla presenza di Nicoletta Mantovani e delle autorità locali. Hanno cantato gli allievi di Big Luciano: Domenico Tegliafilo (tenore), Antonella Tegliafilo (soprano), Francesca Cappelletti (soprano), Luigi Cirillo (baritono), Francesco Ellero D'Artegna (basso) e Simona Todaro (soprano) con l'Orchestra Lirico-Sinfonica di Capitanata "Umberto Giordano" diretti dal Maestro Giuseppe Acquaviva. L'evento organizzato dalla "Fondazione Luciano Pavarotti" era stato presentato il giorno prima con l'apertura della Mostra nel Castello di Manfredonia dedicata al Maestro in anteprima nazionale.
Il 6 settembre 2017, in occasione del decimo anniversario della scomparsa di Luciano Pavarotti, si è tenuto all'Arena di Verona uno spettacolo intitolato "Pavarotti - Un'emozione senza fine" presentato da Carlo Conti.
Il 24 agosto 2022, a Los Angeles, gli è stata dedicato una stella sulla Walk of fame di Hollywood; la numero 2730, al numero 7065 di Hollywood Boulevard.
Il 27 aprile 2024 nella città di Pesaro è stata inaugurata una statua in bronzo, alta 192 centimetri.

## Repertorio
| Ruolo              | Titolo                         | Autore      |
| ------------------ | ------------------------------ | ----------- |
| Tebaldo            | I Capuleti e i Montecchi       | Bellini     |
| Elvino             | La sonnambula                  | Bellini     |
| Pollione           | Norma                          | Bellini     |
| Orombello          | Beatrice di Tenda              | Bellini     |
| Arturo Talbo       | I puritani                     | Bellini     |
| Faust              | Mefistofele                    | Boito       |
| Nemorino           | L'elisir d'amore               | Donizetti   |
| Roberto Leicester  | Maria Stuarda                  | Donizetti   |
| Edgardo Ravenswood | Lucia di Lammermoor            | Donizetti   |
| Tonio              | La Fille du régiment           | Donizetti   |
| Fernando           | La favorita                    | Donizetti   |
| Andrea Chénier     | Andrea Chénier                 | Giordano    |
| Canio              | Pagliacci                      | Leoncavallo |
| Turiddu            | Cavalleria rusticana           | Mascagni    |
| Fritz Cobus        | L'amico Fritz                  | Mascagni    |
| Des Grieux         | Manon                          | Massenet    |
| Idamante Idomeneo  | Idomeneo                       | Mozart      |
| Enzo Grimaldo      | La Gioconda                    | Ponchielli  |
| Renato des Grieux  | Manon Lescaut                  | Puccini     |
| Rodolfo            | La bohème                      | Puccini     |
| Mario Cavaradossi  | Tosca                          | Puccini     |
| F. B. Pinkerton    | Madama Butterfly               | Puccini     |
| Calaf              | Turandot                       | Puccini     |
| Arnoldo Melchtal   | Guglielmo Tell                 | Rossini     |
| Cantante italiano  | Il cavaliere della rosa        | Strauss     |
| Oronte             | I Lombardi alla prima crociata | Verdi       |
| Ernani             | Ernani                         | Verdi       |
| Macduff            | Macbeth                        | Verdi       |
| Rodolfo            | Luisa Miller                   | Verdi       |
| Duca di Mantova    | Rigoletto                      | Verdi       |
| Manrico            | Il trovatore                   | Verdi       |
| Alfredo Germont    | La traviata                    | Verdi       |
| Riccardo           | Un ballo in maschera           | Verdi       |
| Don Carlo          | Don Carlo                      | Verdi       |
| Radamès            | Aida                           | Verdi       |
| Otello             | Otello                         | Verdi       |

## Discografia parziale

### Opere
| Anno | Titolo Ruolo                              | Cast                                                        | Direttore             | Etichetta           |
| ---- | ----------------------------------------- | ----------------------------------------------------------- | --------------------- | ------------------- |
| 1966 | Beatrice di Tenda Orombello               | Joan Sutherland, Cornelius Opthof, Josephine Veasey         | Richard Bonynge       | Decca Records       |
| 1967 | La fille du régiment Tonio                | Joan Sutherland, Spiro Malas, Monica Sinclair               | Richard Bonynge       | Decca               |
| 1968 | L'amico Fritz Fritz Kobus                 | Mirella Freni, Vincente Sardinero, Laura Didier-Gambardella | Gianandrea Gavazzeni  | EMI                 |
|      | Il cavaliere della rosa Cantante italiano | Régine Crespin, Yvonne Minton, Helen Donath                 | Georg Solti           | Decca               |
| 1970 | Un ballo in maschera Riccardo             | Renata Tebaldi, Sherrill Milnes, Regina Resnik              | Bruno Bartoletti      | Decca               |
|      | L'elisir d'amore Nemorino                 | Joan Sutherland, Spiro Malas, Dominic Cossa                 | Richard Bonynge       | Decca               |
|      | Macbeth Macduff                           | Dietrich Fischer-Dieskau, Elena Souliotis, Nicolaj Ghiaurov | Lamberto Gardelli     | Decca               |
| 1971 | Lucia di Lammermoor Edgardo Ravenswood    | Joan Sutherland, Sherill Milnes, Nicolai Ghiaurov           | Richard Bonynge       | Decca               |
|      | Rigoletto Duca di Mantova                 | Sherrill Milnes, Joan Sutherland, Martti Talvela            | Richard Bonynge       | Decca               |
| 1972 | La bohème Rodolfo                         | Mirella Freni, Nicolai Ghiaurov, Rolando Panerai            | Herbert von Karajan   | Decca               |
|      | Turandot Calaf                            | Joan Sutherland, Montserrat Caballé, Nicolai Ghiaurov       | Zubin Mehta           | Decca               |
| 1973 | I puritani Arturo Talbot                  | Joan Sutherland, Piero Cappuccilli, Nicolai Ghiaurov        | Richard Bonynge       | Decca               |
| 1974 | La favorita Fernando                      | Fiorenza Cossotto, Gabriel Bacquier, Nicolai Ghiaurov       | Richard Bonynge       | Decca               |
|      | Madama Butterfly F. B. Pinkerton          | Mirella Freni, Robert Kerns, Christa Ludwig                 | Herbert Von Karajan   | Decca               |
| 1975 | Luisa Miller Rodolfo                      | Montserrat Caballé, Sherrill Milnes, Bonaldo Giaiotti       | Peter Maag            | Decca               |
|      | Maria Stuarda Roberto Leicester           | Joan Sutherland, Huguette Tourangeau, Roger Soyer           | Richard Bonynge       | Decca               |
| 1976 | Cavalleria rusticana Turiddu              | Julia Varady, Piero Cappuccilli                             | Gianandrea Gavazzeni  | Decca               |
| 1977 | Pagliacci Canio                           | Mirella Freni, Ingvar Wixell                                | Giuseppe Patanè       | Decca               |
|      | Il trovatore Manrico                      | Joan Sutherland, Ingvar Wixell, Marilyn Horne               | Richard Bonynge       | Decca               |
| 1978 | Tosca Mario Cavaradossi                   | Mirella Freni, Sherrill Milnes                              | Nicola Rescigno       | Decca               |
| 1979 | Guglielmo Tell Arnoldo Melchtal           | Sherrill Milnes, Mirella Freni, Nicolai Ghiaurov            | Riccardo Chailly      | Decca               |
|      | La traviata Alfredo Germont               | Joan Sutherland, Matteo Manuguerra                          | Richard Bonynge       | Decca               |
| 1980 | La sonnambula Elvino                      | Joan Sutherland, Nicolai Ghiaurov, Isobel Buchanan          | Richard Bonynge       | Decca               |
|      | La Gioconda Enzo Grimaldo                 | Montserrat Caballé, Sherrill Milnes, Agnes Baltsa           | Bruno Bartoletti      | Decca               |
| 1982 | Un ballo in maschera Riccardo             | Margaret Price, Renato Bruson, Kathleen Battle              | Georg Solti           | Decca               |
|      | Mefistofele Faust                         | Nicolai Ghiaurov, Mirella Freni, Montserrat Caballé         | Oliviero De Fabritiis | Decca               |
|      | Andrea Chénier                            | Montserrat Caballé, Leo Nucci                               | Riccardo Chailly      | Decca               |
| 1983 | Idomeneo                                  | Agnes Baltsa, Lucia Poppová, Edita Gruberová                | John Pritchard        | Decca               |
| 1984 | Norma Pollione                            | Joan Sutherland, Montserrat Caballé, Samuel Ramey           | Richardy Bonynge      | Decca               |
| 1985 | Aida Radamès                              | Maria Chiara, Ghena Dimitrova, Leo Nucci                    | Lorin Maazel          | Decca               |
| 1987 | Ernani                                    | Joan Sutherland, Leo Nucci, Paata Burchuladze               | Richard Bonynge       | Decca               |
| 1989 | Rigoletto Duca di Mantova                 | Leo Nucci, June Anderson, Shirley Verrett                   | Riccardo Chailly      | Decca               |
|      | L'elisir d'amore Nemorino                 | Kathleen Battle, Enzo Dara, Leo Nucci                       | James Levine          | Deutsche Grammophon |
| 1990 | Il trovatore Manrico                      | Antonella Banaudi, Leo Nucci, Shirley Verrett               | Zubin Mehta           | Decca               |
| 1991 | La traviata Alfredo Germont               | Cheryl Studer, Juan Pons                                    | James Levine          | Deutsche Grammophon |
|      | Otello                                    | Kiri Te Kanawa, Leo Nucci                                   | Georg Solti           | Decca               |
| 1992 | Pagliacci Canio                           | Daniela Dessì, Juan Pons                                    | Riccardo Muti         | Philips Records     |
|      | Manon Lescaut Renato Des Grieux           | Mirella Freni, Dwayne Croft                                 | James Levine          | Decca               |
|      | Don Carlo                                 | Samuel Ramey, Daniela Dessì, Paolo Coni                     | Riccardo Muti         | EMI                 |
| 1993 | Rigoletto Duca di Mantova                 | Vladimir Černov, Cheryl Studer, Roberto Scandiuzzi          | James Levine          | Deutsche Grammophon |
| 1996 | I Lombardi alla prima crociata Oronte     | June Anderson, Samuel Ramey                                 | James Levine          | Decca               |

### Recital e altro
- Rossini, Petite messe/Stabat Mater - Gandolfi/Kertész/Pavarotti, Decca
- Verdi, Messa da requiem/Quattro pezzi sacri - Solti/Pavarotti/Sutherland/WPO, 1967/1978 Decca
- Verdi, Requiem - Luciano Pavarotti/Coro del Teatro alla Scala di Milano/Riccardo Muti/Orchestra del Teatro alla Scala, Milano/Samuel Ramey/Cheryl Studer/Dolora Zajick, 1987 EMI
- Pavarotti, 101 Pavarotti - 101 romanze e canzoni, Decca
- Pavarotti, Buongiorno a te! - 21 fra le più belle romanze e canzoni, 2011 Decca - sesta posizione in classifica in Italia
- Pavarotti, Celeste Aida - Arie da opere di Verdi, Decca
- Mamma - Pavarotti, Mancini, Decca 1984
- Pavarotti, Nessun dorma - Registrazioni 1972-1979, Decca
- Pavarotti, Nessun dorma. Arie e duetti - Verdi/Massenet/Donizetti, Decca
- Pavarotti, O holy night - Adler, Decca
- Pavarotti, O sole mio - Chiaramello/Guadagno, Decca - Grammy Award for Best Classical Vocal Solo 1980
- Pavarotti, Pavarotti Collection (multipack) - Le migliori interpretazioni, Decca
- Pavarotti, Pavarotti Gold (Multipack) - 60 brani celebri in box dorato, Decca
- Pavarotti, The 50 greatest tracks/Le 50 più grandi interpretazioni - Mehta/Karajan/Bonynge/Levine, Decca - decima posizione in Spagna
- Pavarotti, Pavarotti portrait - 22 fra i suoi più grandi successi, Decca
- Pavarotti, The best - Farewell Tour, Decca
- Pavarotti, Ti adoro - Musumarra/Chiaramello/Mathes, Decca (seconda posizione nella classifica Classical Albums)
- Pavarotti, Volare - Mancini/Orch. Bologna, Decca
- Pavarotti, Luciano Pavarotti Edition: I primi dieci anni (1961-1973) - Ed. limitata con LP 45 giri, Decca
- Pavarotti & Friends Together for the Children of Bosnia - Luciano Pavarotti & Friends - 1996 Decca - quarta posizione in classifica in Olanda, quinta in Austria, settima in Svizzera e nona in Nuova Zelanda
- Pavarotti, Hits From Lincoln Center - 1978 London Records - Grammy Award for Best Classical Vocal Solo 1979
- Pavarotti – In Concert - 1987 SONY BMG/CBS - Grammy Award for Best Classical Vocal Solo 1989
- Pavarotti Carreras Domingo, Il meglio dei tre tenori - Le più belle arie e canzoni, Decca
- Sutherland, Horne, Pavarotti - Live From Lincoln Center - Grammy Award for Best Classical Vocal Solo 1982
- Canzoni Napoletane, O Sole mio/Funiculì Funiculà/ Torna a Surriento ed altre famose canzoni napoletane - Di Stefano/Carreras, Decca
- The Three Tenors in Concert - Carreras/Domingo, Decca
- Opera Arias, Celebri arie d'opera - Sutherland/Tebaldi, Decca
- Conc. dei tre tenori, The Original Three Tenors (CD + DVD) - Roma, Mondiali di calcio 1990, Decca - prima posizione nella classifica in Olanda, Australia, Regno Unito e Nuova Zelanda, seconda in Austria, terza in Germania, settima in Svezia e nona in Norvegia - 15 dischi di platino e due dischi d'oro - Grammy Award for Best Classical Vocal Solo 1991
- The 3 Tenors in Concert 1994 - Teldec - prima posizione nella classifica in Austria, Svezia, Australia e Nuova Zelanda, seconda in Olanda e terza in Svizzera
- The Three Tenors: Paris 1998 - James Levine, José Carreras, Luciano Pavarotti, Orchestre de Paris & Plácido Domingo - Resorts Productions
- The Three Tenors Christmas - Plácido Domingo/Luciano Pavarotti/José Carreras, 2000 Sony
- Pavarotti & Friends for the Children of Guatemala and Kosovo - 1999 Decca - sesta posizione nella classifica in Austria
- Pavarotti Sings Verdi - 2007 Decca
- The Pavarotti Story, 2007 Decca
- Pavarotti, Passione - Giancarlo Chiaramello/Luciano Pavarotti/Orchestra del Teatro Comunale di Bologna, 1985 Decca
- Pavarotti, Verdi Arias - 1999 Decca
- Pavarotti live in Hyde Park - Decca 1991
- Pavarotti, Live Recital - Leone Magiera/Luciano Pavarotti, 1998 Decca
- Una furtiva lagrima: Donizetti Arias - Luciano Pavarotti, 1998 Decca
- Pavarotti at Carnegie Hall - 1988 Decca
- Pavarotti, Mattinata - Luciano Pavarotti/New Philharmonia Orchestra/Piero Gamba, 1983 Decca
- Pavarotti - Gala Concert at Royal Albert Hall - Kurt Herbert Adler/Luciano Pavarotti/Royal Philharmonic Orchestra, 1982 Decca
- Tenor Arias from Italian Opera - Leone Magiera/Luciano Pavarotti/New Philharmonia Orchestra, 1971 Decca
- Italian Popular Songs - Luciano Pavarotti, Decca The Pavarotti Edition
- Freni & Pavarotti - Arias & Duets, 1990 Decca
- Pavarotti in Concert - Luciano Pavarotti/Orchestra del Teatro Comunale di Bologna/Richard Bonynge, 1974 Decca
- Pavarotti, Luciano Pavarotti Edition: I primi dieci anni (1961-1973) - con LP 45 giri, Decca - decimo in classifica in Danimarca
- Pavarotti, Christmas with Pavarotti - Celebri canzoni natalizie, Decca

### DVD & Blu-ray
- Donizetti, Elisir d'amore - Rescigno/Blegen, Decca
- Donizetti, Elisir d'amore - Levine/Battle/Pons, Deutsche Grammophon
- Donizetti, Maria Stuarda - Richard Bonynge/Joan Sutherland/Luciano Pavarotti/Huguette Tourangeau, 1988 Image
- Giordano, Andrea Chénier - Levine/Guleghina/MET, Decca
- Mozart, Idomeneo - Levine/Cotrubas, Deutsche Grammophon
- Puccini, Bohème - Levine/Scotto/Wixell, Deutsche Grammophon
- Puccini, La bohème - Tiziano Severini/Mirella Freni/Luciano Pavarotti/Gino Quilico/Sandra Pacetti/Nicolaj Ghiaurov/Italo Tajo, 1988 Arthaus
- Puccini, La bohème - Leone Magiera/Pavarotti, regia Gian Carlo Menotti 1986 Kultur
- Puccini, Tosca - Conlon/Verrett/MET, Decca
- Verdi, Aida - Maazel/Chiara/Pavarotti/Dimitrova/Pons/Burchuladze, regia Luca Ronconi, 1985 ARTHAUS
- Verdi, Aida - Margaret Price/Luciano Pavarotti/Stefania Toczyska, 1981 Kultur
- Verdi, Ballo in maschera - Patanè/Freni/Blegen, Decca
- Verdi, Ballo in maschera - Levine/Millo/Nucci, Deutsche Grammophon
- Verdi, Ernani - Levine/Mitchell, Decca
- Verdi, Messa da requiem - Karajan/Cossotto, 1967 Deutsche Grammophon
- Verdi, Rigoletto - Chailly/Wixell, regia di Jean-Pierre Ponnelle, 1981 Deutsche Grammophon
- Verdi, Trovatore - Levine/Marton/Milnes, Deutsche Grammophon
- Verdi, Don Carlo - Riccardo Muti/Samuel Ramey/Luciano Pavarotti/Paolo Coni/Daniela Dessì, regia di Franco Zeffirelli, 1992 EMI/Warner/RAI
- Pavarotti, 30º Anniversario gala concert - Puccini/Mozart/Cilea/Verdi, Decca
- Pavarotti, Bohème/Tabarro/Pagliacci/Elisir - The Italian opera collection, Deutsche Grammophon
- Pavarotti, Bravo Pavarotti (DVD) - Le più belle registraz. al MET, Decca
- Pavarotti, In Central Park live (reg. integrale) - Arie da opere e canzoni, Decca
- Pavarotti, Pavarotti in Hyde Park - Magiera, Decca
- The Three Tenors in Concert - Carreras/Domingo/Pavarotti, 1990 Decca - Grammy Award for Best Classical Vocal Solo 1991
- The 3 Tenors in Concert 1994 - Classical
- The 3 Tenors, Paris 1998 - Atlantic
- The Three Tenors Christmas - Plácido Domingo/Luciano Pavarotti/José Carreras, 2000 Sony
- Metropolitan Centennial Gala, Gala per il centenario del Teatro Metropolitan, 1983 - Carreras/Domingo, Deutsche Grammophon
- Pavarotti & Friends for the Children of Liberia, 1998 Decca
- Pavarotti & Friends for War Child, 1996 Digital
- Pavarotti & Friends Together for the Children of Bosnia, 1995 Decca
- Luciano Pavarotti: Gala Concert, 1987 Kultur
- A Christmas Special with Luciano Pavarotti, 1980 Artis
- Pavarotti – Nessun Dorma, 1990 Castle Music Pictures (laserdisc)[122]

### Raccolte
- Tutto Pavarotti
- The Essential Pavarotti
- Pavarotti Forever

## Filmografia
- Yes, Giorgio, regia di Franklin Schaffner (1982)
- Pavarotti, regia di Ron Howard (2019) - documentario